# Ulrich Paetzel

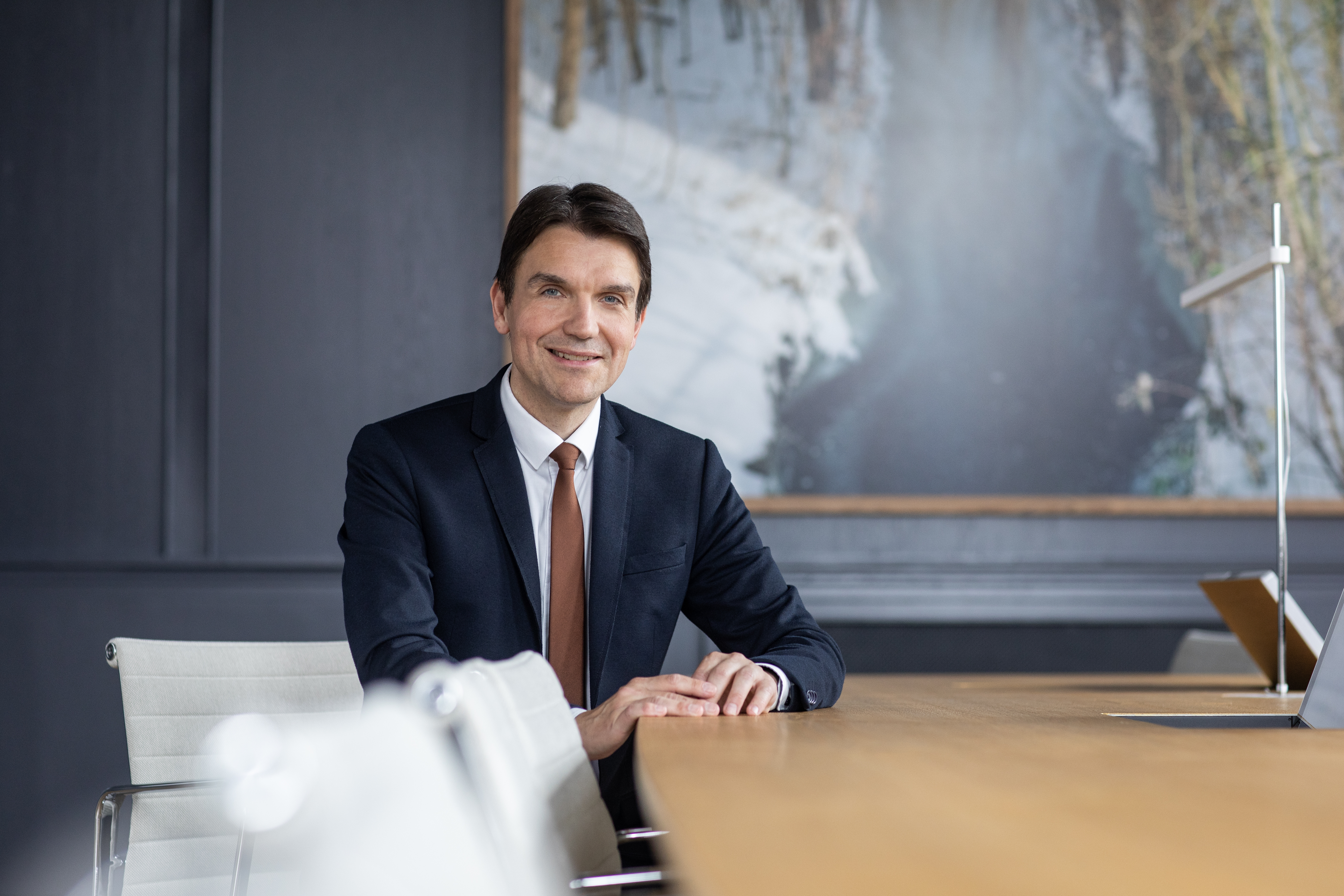
Uli Paetzel (2022)

Ulrich „Uli“ Paetzel (* 15. November 1971 in Gelsenkirchen) ist ein deutscher Politiker (SPD). Von 2004 bis 2016 war er Bürgermeister der Stadt Herten. Seit 2016 ist er Vorstandsvorsitzender von Emschergenossenschaft und Lippeverband, sowie seit 2019 Präsident der Deutschen  Vereinigung für Wasserwirtschaft, Abwasser und Abfall (DWA).

## Leben
Nach seinem Abitur 1991 am Städtischen Gymnasium Herten studierte Paetzel Französisch und Sozialwissenschaften an der Ruhr-Universität Bochum und der Université François Rabelais in Tours. Er war als Wissenschaftlicher Mitarbeiter tätig, promovierte 2001 in Bochum in Sozialwissenschaften und wurde Dozent an der Fakultät für Sozialwissenschaften. Von 1999 bis 2005 lehrte er in Bereichen des Personalmanagements im Auftrag der Fachhochschule Bochum am Institut für zukunftsorientierte Kompetenzentwicklung (IZK) und von 1999 bis 2004 beim Gelsenkirchener Institut für Verwaltungswissenschaft. Von 2001 bis 2004 war Paetzel Leiter der Abteilung Marketing der Hertener Softwarefirma PROSOZ.
Seit 1991 gehört Uli Paetzel der SPD an. 1999 wurde er Mitglied des Hertener Stadtrats. Bei der Kommunalwahl 2004 wurde er am 1. Oktober zum Bürgermeister Hertens gewählt (51,07 %). Bei der Kommunalwahl 2009 wurde Paetzel am 30. August mit 68,5 Prozent der Stimmen im Amt bestätigt. Bei der Kommunalwahl 2014 am 25. Mai konnte sich Uli Paetzel erneut durchsetzen und wurde mit 64,7 Prozent der Stimmen für eine dritte Amtszeit gewählt. Am 1. Februar 2016 übernahm Paetzel den Vorstandsvorsitz der beiden öffentlich-rechtlichen Wasserwirtschaftsverbände Emschergenossenschaft und Lippeverband und legte sein Amt als Hertener Bürgermeister nieder.
Im Dezember 2018 verlieh ihm die Ruhr-Universität Bochum den Titel Honorarprofessor.
Seit dem 1. Januar 2019 ist Uli Paetzel Präsident der Deutschen Vereinigung für Wasserwirtschaft, Abwasser und Abfall e. V. (DWA). Die Mitgliederversammlung wählte ihn am 9. Oktober 2019 in Berlin einstimmig ins Amt. Am 27. September 2022 wurde er für eine zweite Amtszeit einstimmig erneut in das Amt gewählt.
2022 wurde Uli Paetzel in den Nachhaltigkeitsbeirat Nordrhein-Westfalen berufen.

## Veröffentlichungen
- Kunst und Kulturindustrie bei Adorno und Habermas: Perspektiven kritischer Theorie. Dt. Univ.-Verl., Wiesbaden 2001, ISBN 3-8244-4472-0.
- (als Hrsg.): Sprachkompetenz: Herausforderung für die kommunale Bildungspolitik. PROSOZ, Herten 2003, ISBN 3-00-012135-8.
- Wissenschaftliches Arbeiten – Überblick über Arbeitstechnik und Studienmethodik! Cornelsen, Berlin 2001, ISBN 3-464-49803-4.
- Die Gesellschaftstheorie Adornos. In: Das Argument. Zeitschrift für Philosophie und Sozialwissenschaften, 230/1999, 41.Jahrgang, Heft 2/3, S. 447–449.
- Veränderungsmanagement im Schulbereich. (Mit anderen), in: Adamaschek, B./Grymer, H./Mehrmann, E./Meyer-Pries, D. (Hrsg.): Management Handbuch Kommunalverwaltung. 2.völlig neu bearbeitete und erweiterte Auflage, R.v.Decker, Heidelberg 2002, S.I-III, S. 1–13.
- Und Klöckner, C. (Hrsg.): Kindheitsforschung und kommunale Praxis. Praxisnahe Erkenntnisse aus der aktuellen Kindheitsforschung. VS, Wiesbaden 2005.
- Demografischer Wandel und Kommunalpolitik. In: SGK (Hrsg.): Praxis der Kommunalpolitik. Kommunale Aufgaben im Überblick Düsseldorf 2009.
- Das Expertenforum der Zukunftsinitiative‚ Wasser in der Stadt von morgen. Mit Andreas Giga, Ulrike Raasch, Tobias Unterbäumer. Korrespondenz Wasserwirtschaft (3/2019), S. 131–133.
- Eine Infrastrukturgenossenschaft für das Revier. In: FES (Hrsg.): Progressive Strategien für die Wirtschaftsmetropole von morgen – (R)Uhrzeit Zukunft. Bonn 2020, S. 28–33.
- U. Paetzel, M. Oldengott, A. Knickmeier: Die Emscher – ein Fluss mit unterschiedlichen Gesichtern. In: Markus Pließnig(Hrsg.): Ein Jahr Grüne Hauptstadt Europas – Essen 2017. S. 405–427.
- U. Paetzel, A. Knickmeier: Gesundheitsförderliche Aspekte des Emscher-Umbaus. In: K. Böhm et al. (Hrsg.): Gesundheit als gesamtgesellschaftliche Aufgabe. Das Konzept Health in All Policies und seine Umsetzung in Deutschland. Wiesbaden 2020, S. 343–350.
- Die Emscher – Erinnerungsort und Zukunftswerkstatt. In: W. Roters, H. Gräf, H. Wollmann (Hrsg.): Zukunft denken und verantworten. Herausforderungen für Politik, Wissenschaft und Gesellschaft im 21. Jahrhundert. Wiesbaden 2020, S. 631–646.
- Grün in Oberhausen – Geschichte und Gegenwart. Interview mit Prof. Dr. Uli Paetzel. In: M. Dellwig (Hrsg.): Oberhausen. Aufbruch macht Geschichte. Strukturwandel 1847-2006. Oberhausen 2020, S. 213–240.